# El Capón
El Capón är en ort i Mexiko.   Den ligger i kommunen Zinacantepec och delstaten Mexiko, i den sydöstra delen av landet, 70 km väster om huvudstaden Mexico City. El Capón ligger 2 713 meter över havet och antalet invånare är 158.
Terrängen runt El Capón är platt åt nordost, men åt sydväst är den kuperad. Runt El Capón är det mycket tätbefolkat, med 2 103 invånare per kvadratkilometer. Närmaste större samhälle är Toluca, 10,2 km öster om El Capón. Runt El Capón är det i huvudsak tätbebyggt.